# Ennomos quercinaria
Ennomos du Chêne, Ennomos anguleuse
Espèce
Ennomos quercinaria, l’Ennomos du Chêne ou Ennomos anguleuse, est une espèce de Lépidoptères de la famille des Geometridae.

## Systématique
Le nom valide complet (avec auteur) de ce taxon est Ennomos quercinaria (Hufnagel, 1767).
L'espèce a été initialement classée dans le genre Phalaena sous le protonyme Phalaena quercinaria Hufnagel, 1767.
Ce taxon porte en français les noms vernaculaires ou normalisés suivants : Ennomos du Chêne, Ennomos anguleuse (vulgarisation du synonyme Ennomos angularia).
Ennomos quercinaria a pour synonymes :
- Ennomos angularia (Denis & Schiffermüller, 1775)
- Ennomos angularia (Hübner, 1799)
- Ennomos approximata Cockayne, 1952
- Ennomos barrettaria Oberthür
- Ennomos cajata Nit, 1764
- Ennomos carpiniaria Stephens, 1831
- Ennomos illineata Lempke, 1970
- Ennomos infuscata Staudinger, 1904
- Ennomos lacertinaria Sulzer, 1776
- Ennomos perfuscata Prout, 1913
- Ennomos scotica Hannemann
- Ennomos subfuscata Cockayne, 1952
- Geometra angularia (Denis & Schiffermüller, 1775)
- Geometra carpinaria Hübner
- Phalaena angularia Denis & Schiffermüller, 1775
- Phalaena angularia Hübner, 1790
- Phalaena equestraria Fabricius
- Phalaena quercinaria Hufnagel, 1767
- Phalaena zona Geoffroy, 1785